# Amtsgericht Sonderburg
Das Amtsgericht Sonderburg war ein deutsches Amtsgericht mit Sitz in Sonderburg.

## Geschichte
Bis 1866 wurde die Rechtsprechung in Sonderburg durch das Amt Sonderburg wahrgenommen.
Mit der Annexion Schleswig-Holsteins wurden 1867 in der nunmehr preußischen Provinz fünf Kreisgerichte und das übergeordnete Appellationsgericht Kiel eingerichtet. Als Eingangsgerichte wurden Amtsgerichte geschaffen, darunter das Amtsgericht Sonderburg als eines von 19 Amtsgerichten des Kreisgerichts Flensburg. Den Gerichtssprengel bildete die Stadt Sonderburg mit Mölbye, Langenvorwerk und den Mühlen bei Sonderburg, das Kirchspiel Kekenis und der bisher süderharder Anteil des Kirchspiels Lysabbel.
Mit dem Inkrafttreten des deutschen Gerichtsverfassungsgesetzes am 1. Oktober 1879 wurden reichsweit einheitlich Amts-, Land- und Oberlandesgerichte geschaffen. Das Amtsgericht Sonderburg blieb bestehen und war nun dem Landgericht Flensburg nachgeordnet.
Sein Gerichtsbezirk umfasste daraufhin den Kreis Sonderburg ohne die Teile, die dem Amtsgericht Norburg zugeordnet waren. Am Gericht bestanden 1880 zwei Richterstellen. Das Amtsgericht war damit ein mittelgroßes Amtsgericht im Landgerichtsbezirk.
1919 wurde der Sprengel des Amtsgerichts Sonderburg dänisch und die Geschichte des Amtsgerichts Sonderburg endete. In Dänemark wurde mit Gesetz vom 28. Juni 1920 das Retten i Sønderborg eingerichtet. Dieses besteht bis heute.